# Haploporus
Гаплопор (Haploporus) — рід грибів родини Polyporaceae. Назва вперше опублікована 1944 року.
В Україні зростає Гаплопор пахучий (Haploporus odorus), що має м'якоть з сильним анісовим запахом.

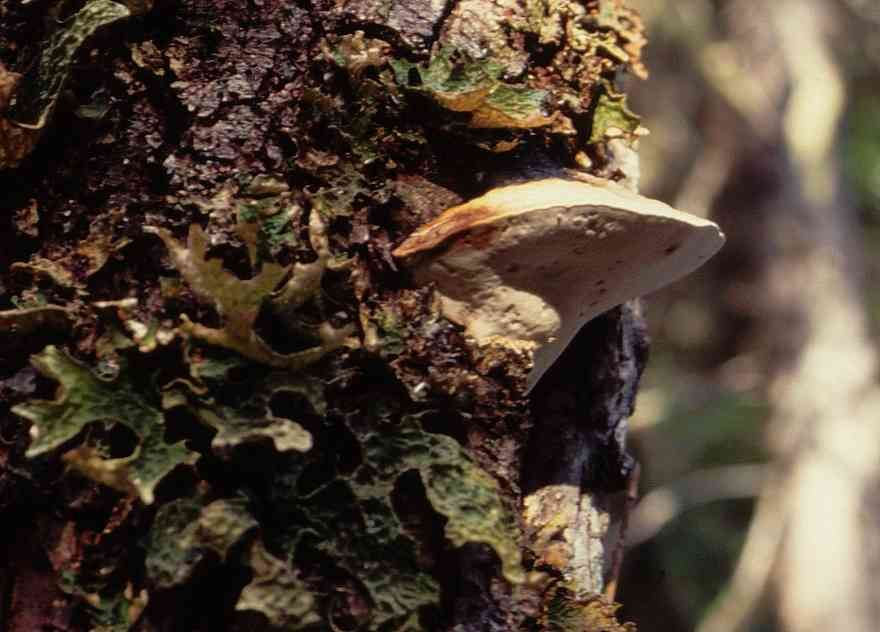
Haploporus odorus
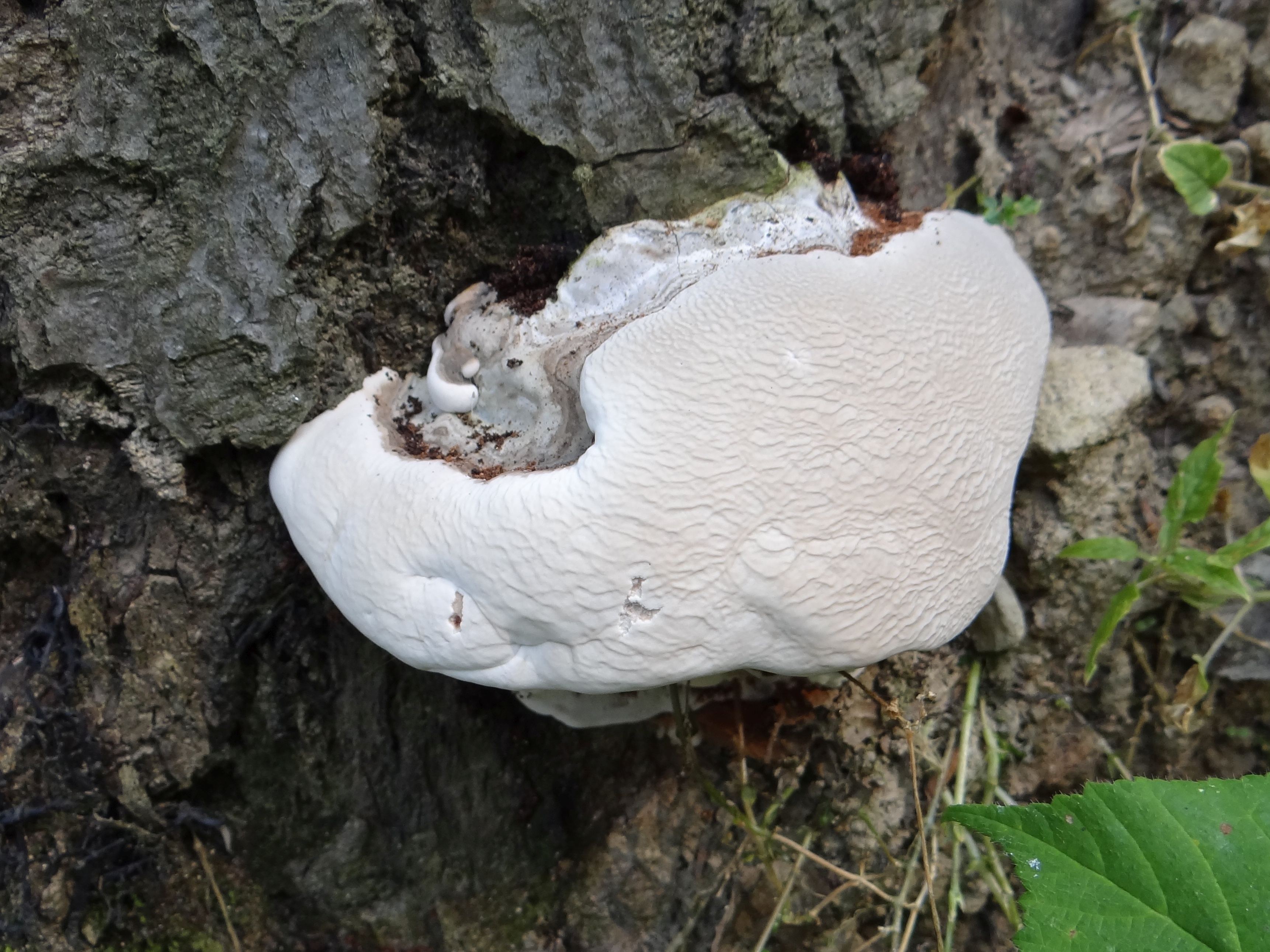
Haploporus odorus